# Pascal Danel
Pascal Danel, pseudonimo di Jean-Jacques Pascal Buttafoco, conosciuto anche come Pascal (Parigi, 31 marzo 1944 – Melun, 25 luglio 2024), è stato un cantante e compositore francese conosciuto per i brani La Plage aux romantiques, Kilimandjaro e Comme un enfant, grandi successi internazionali tra il 1966 e il 1967.

## Biografia
Nato a Parigi il 31 maggio 1944, durante l'occupazione tedesca della Francia, abbandonò la scuola per diventare funambolo in un circo itinerante. Fu in questo periodo che assunse il suo nome d'arte. Un infortunio in seguito a una caduta pose fine alla carriera da funambolo e durante la convalescenza si dedicò alla scrittura di canzoni.
Danel iniziò la carriera di cantante nel 1962. Dopo due piccoli successi, incise nel 1966 La Plage aux romantiques, che si piazzò al n. 1 in Francia e in vari paesi europei, conquistando il disco d'oro nel 1966. Ad esso seguì nel 1967 il suo brano probabilmente più rappresentativo, Kilimandjaro, che ebbe grande successo internazionale e conquistò il disco di platino, registrato da Danel in sei lingue. La canzone venne registrata oltre 180 volte da vari artisti di fama internazionale diventando uno dei più grandi standard francesi del decennio.
Danel registrò in seguito molte delle sue canzoni non solo in francese, ma anche in italiano, spagnolo o giapponese, e fece diverse tournée all'estero. Nel 1972 si classificò al terzo posto al festival canoro Rose d'Or d'Antibes con Ton âme; con tale brano, reinciso in italiano con il titolo Bambina, partecipò nel medesimo anno alla Mostra internazionale di musica leggera di Venezia.
Tra la fine degli anni '60 e gli anni '70 seguirono molti successi, tra cui un altro singolo piazzatosi al primo posto, Comme une enfant e diverse hit classificate nella Top 10. Alcuni altri singoli furono successi minori. Nel 1979 il suo primo grande successo, La Plage aux romantiques raggiunse nuovamente la Top 5 in Francia. Danel intraprese altre tournée e pubblicò un album dal vivo, oltre a nuovi brani. Alla metà degli anni '80 divenne produttore televisivo di successo. Tornò in classifica nel 1989 con una compilation prodotta da suo figlio Jean-Pierre, chitarrista e produttore, che gli valse un altro disco d'oro. Il suo ultimo album con nuovo materiale fu pubblicato nel 2000.
Tra il 2007 e il 2009, Danel fu uno dei pochi membri di un importante tour nostalgico durato due anni e mezzo, insieme ad alcune icone degli anni '60, registrando il tutto esaurito nelle più grandi sale da concerto francesi.
Pascal Danel morì all'età di 80 anni nella notte tra il 24 e il 25 luglio 2024, in una clinica di Melun (Senna e Marna) per un infarto sopraggiunto come complicazione di un'operazione alla vescica. I suoi funerali si svolsero nel cimitero di Bazoches-sur-le-Betz (Loiret), dove venne sepolto, la mattina del 31 luglio alla presenza di Laurent Voulzy, Herbert Léonard e Bernard Sauvat.

## Discografia

### Album studio
- 1967 - Kilimandjaro
- 1974 - Rotterdam
- 1975 - Si tu passes le pont
- 1978 - Ailleurs
- 1979 - Générique 80
- 1981 - Un homme fou d'amour
- 1983 - Les Rats
- 1994 - Buttafoco, retour aux racines corses
- 2000 - Je voulais simplement te dire
- 2007 - Le Cœur des femmes
- 2014 - Putain d'étoile

### Album dal vivo
- 1980 - Olympia 80
- 2007 - Âge Tendre, la tournée des idoles - saison 2 (artisti vari)
- 2008 - Âge Tendre, la tournée des idoles - saison 3 (artisti vari)
- 2016 - L'hommage à Gilbert Bécaud
- 2016 - Les petits frères des pauvres - à l'Olympia
- 2017 - Âge Tendre, la tournée des idoles - Le concert des 10 ans (artisti vari)

### Compilation
- 1968 - Collection Record
- 1970 - Disque d'Or
- 1980 - Succès
- 1982 - Les plus belles chansons
- 1989 - Les plus grands succès
- 1993 - Kilimandjaro
- 1993 - The very best of
- 1994 - Mes années vinyl
- 1995 - French 60's collection
- 1995 - Mes années vinyl vol.2
- 1997 - Essentiels masters
- 1999 - Kilimandjaro
- 1999 - Pascal Danel
- 2000 - Kilimandjaro
- 2001 - Musicorama
- 2012 - Les grands succès
- 2016 - Les plus grands tubes

### Singoli italiani
- 1969 - Amore siciliano/Se fossi un angelo (Dischi Ricordi, SRL 10.546)
- 1970 - Lei dorme/Se anche un anno (Dischi Ricordi, SRL 10.583)
- 1970 - Con le ragazze/I giorni dell'allegria (Dischi Ricordi, SRL 10.607)
- 1971 - All'ombra/Ciao bambina (Dischi Ricordi, SRL 10.645)
- 1971 - Un giorno sai (Dischi Ricordi, SIR 20.145)